# Lieja-Bastoña-Lieja 1976
La Lieja-Bastogne-Lieja 1976 fue la 62.ª edición de la clásica ciclista Lieja-Bastoña-Lieja. La carrera se disputó el domingo 18 de abril de 1976, sobre un recorrido de 246 km. 
El vencedor final fue el belga Joseph Bruyère (Molteni), que se impuso con más de cuatro minutos de ventaja a sus compatriotas Freddy Maertens (Flandria y Frans Verbeeck (Ijsboerke).

## Clasificación final
| Posición | Ciclista                 | Equipo     | Tiempo  |
| -------- | ------------------------ | ---------- | ------- |
| 1        | Joseph Bruyère           | Molteni    | 6h31'00 |
| 2        | Freddy Maertens          | Flandria   | a 4'40" |
| 3        | Frans Verbeeck           | Ijsboerke  | s.t.    |
| 4        | Jean-Pierre Danguillaume | Peugeot    | s.t.    |
| 5        | Hennie Kuiper            | TI-Raleigh | s.t.    |
| 6        | Eddy Merckx              | Molteni    | s.t.    |
| 7        | Régis Ovion              | Peugeot    | s.t.    |
| 8        | Raymond Poulidor         | Gan        | s.t.    |
| 9        | Herman Van Springel      | Flandria   | s.t.    |
| 10       | Joop Zoetemelk           | Gan        | s.t.    |